# Liberation (album 1349)
Liberation – drugi album studyjny black metalowego zespołu 1349 pochodzącego z Norwegii. Płyta została wydana 15 lutego 2003 nakładem Candlelight Records.

## Lista utworów
Opracowano na podstawie materiału źródłowego.
| Nr  | Tytuł utworu                             | Długość |
| --- | ---------------------------------------- | ------- |
| 1.  | „Manifest”                               | 4:05    |
| 2.  | „I Breathe Spears”                       | 4:26    |
| 3.  | „Riders of the Apocalypse”               | 4:36    |
| 4.  | „Death March”                            | 1:07    |
| 5.  | „Pitch Black”                            | 3:20    |
| 6.  | „Satanic Propaganda”                     | 3:44    |
| 7.  | „Legion”                                 | 4:56    |
| 8.  | „Evil Oath”                              | 3:48    |
| 9.  | „Liberation”                             | 5:21    |
| 10. | „Buried by Time and Dust” (cover Mayhem) | 3:05    |
|     |                                          | 38:28   |

## Twórcy
Opracowano na podstawie materiału źródłowego.
- Idar "Archaon" Burheim - gitara rytmiczna, gitara prowadząca
- André "Tjalve" Kvebek - gitara rytmiczna, gitara prowadząca
- Kjetil-Vidar "Frost" Haraldstad - perkusja
- Tor Risdal "Seidemann" Stavenes - gitara basowa
- Olav "Ravn" Bergene - wokal prowadzący